# Nerisyrenia baconiana
Nerisyrenia baconiana là một loài thực vật có hoa trong họ Cải. Loài này được B.L. Turner mô tả khoa học đầu tiên năm 1993.